# Macrotarsomys petteri
Macrotarsomys petteri är en gnagare i underfamiljen Madagaskarråttor som förekommer på sydvästra Madagaskar. Arten är endast känd från en enda levande individ och några halvfossila kvarlevor.
Det undersökta exemplaret var 16 cm lång (huvud och bål), hade en 23,8 cm lång svans och vägde 105 g. Det finns en tydlig gräns mellan den gråbruna ovansidan och den vita undersidan. Öronens storlek i förhållande till andra kroppsdelar är större än hos de två andra släktmedlemmarna. Även ögonen är stora. Vid svansen är undersidan lite ljusare än ovansidan. Svansen har en tofs av yviga smutsig vita hår vid spetsen.
Den levande individen upptäcktes i provinsen Toliara ganska nära havet vid 80 meter över havet. Området var en liten lövfällande skog och kring skogen dominerades landskapet av buskar samt av växter från törelsläktet.
Exemplaret fångades under natten och på grund av kroppsbyggnaden antas att Macrotarsomys petteri går på marken.
I regionen förekommer jordbruksmark där majs odlas. Även för skogen består faran att den avverkas för att skapa plats åt jordbruks- eller betesmarker. Allmänt är för lite känt om gnagaren och IUCN listar arten med kunskapsbrist (DD).